# Novooulianovsk
Novooulianovsk (en russe : Новоульяновск) est une ville de l'oblast d'Oulianovsk, en Russie. Sa population s'élevait à 14 164 habitants en 2017.

## Géographie
Novooulianovsk est située sur la rive droite de la Volga, à 19 km au sud d'Oulianovsk et à 711 km à l'est-sud-est de Moscou.

## Histoire
Novooulianovsk est fondée en 1960 dans le cadre de la construction d'une importante cimenterie. Elle obtient le statut de commune urbaine en 1961 et le statut de ville en 1967.

## Population
La situation démographique de Novooulianovsk s'est fortement détériorée au cours des années 1990. En 2001, le solde naturel connaissait un inquiétant déficit de plus de 9,1 pour mille, avec un taux de natalité particulièrement faible (6,7 pour mille), et un taux de mortalité très élevé (15,8 pour mille).
Recensements (*) ou estimations de la population
| 1959* | 1970*  | 1979*  | 1989*  | 2002*  | 2010*  |
| ----- | ------ | ------ | ------ | ------ | ------ |
| 1 800 | 11 312 | 15 095 | 16 757 | 17 595 | 16 239 |

| 2012   | 2013   | 2014   | 2015   | 2016   | 2017   |
| ------ | ------ | ------ | ------ | ------ | ------ |
| 15 688 | 15 355 | 15 104 | 14 795 | 14 555 | 14 164 |

## Économie
Novooulianovsk est un centre de l'industrie des matériaux de construction. Grâce à l'abondance des ressources de la région, la cimenterie de Novooulianovsk est une des plus importantes d'Europe : AAOT Oulianovsktsement (АООТ "Ульяновскцемент").